# Danger... public
Danger... public est une comédie écrite par Frédéric Sabrou et mise en scène par Thierry Der'ven. Elle a été créée en 2003 au Théâtre du Nord-Ouest à Paris, puis reprise en 2004 au Théâtre Essaïon et enfin en 2005 au Lucernaire. Cabu en a dessiné l'affiche. 
La pièce a fait l'objet d'une captation sur Direct 8, puis d'une autre au Lucernaire. Elle a été éditée dans l'Avant scène.    

## Argument
Serge Coulomb est l’auteur et metteur en scène du « Jardin des regrets », une pièce vaguement romantique dont l'action se déroule au début du XXe siècle et qui ne rencontre aucun succès. Une heure avant le lever de rideau, il déboule dans les loges pour annoncer à ses comédiens, Julie, Boris et Hélène (qui est également sa femme), qu'ils ont ce soir... 380 réservés ! Chacun se réjouit de cette soudaine consécration, y compris le jeune régisseur maghrébin, Samir. Mais un journal leur révèle que lors d'un meeting nationaliste, un leader d’extrême droite, Cathala, a recommandé leur spectacle ! Il est donc fort possible que ces 380 spectateurs soient ses sympathisants. Personne ne comprend ce que Cathala a pu trouver dans la pièce qui rejoigne ses thèses. Serge, qui se définit comme l’inverse d’un auteur à messages, est furieux de se voir ainsi assimilé à ces « enfants de Pétain ». Pour la troupe, saisie d'un brusque prise de conscience politique, c'est le commencement d’un débat animé : doit-on jouer ,,? 

## Distribution à la création
- Serge : Michel Papineschi
- Hélène : Isabelle Hétier
- Julie : Caroline Victoria
- Boris : Michel Baladi
- Samir : Karim Ben Saadi